# Nysilver

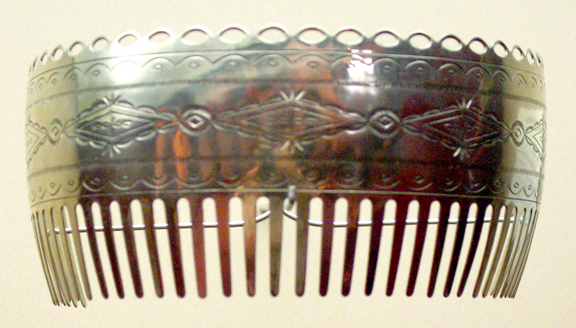
Hårkam av “German silver”.

Nysilver (även nickelmässing eller tyskt silver), NS, är en legering bestående av koppar och zink samt nickel. Nicklet gör att mässingens gula färg försvinner, och med tillräckligt hög nickelhalt blir legeringen silverfärgad – dock fortfarande utan att innehålla något egentligt silver.
En relativt vanlig förkortning och stämpel är EPNS samt EP i olika kombinationer. Förkortningen kom ursprungligen från engelskans Electro-Plated Nickel Silver. Något som i svenskan kom att kallas Extra Prima Nysilver.

## Historik
En legering av koppar, nickel och zink som hade för avsikt att efterlikna silver var tidigt känd i Kina, i Europa kallades legeringen packtong (efter det kantonesiska namnet; standardkinesiska med pinyin-transkription bai tong: vit koppar). Gustaf von Engeström kunde 1776 efter analys avslöja legeringens sammansättning. Det dröjde dock innan man i Europa började experimentera med liknande legeringar. Först ut var vapenfabrikanterna i Suhl, Sachsen som började använda en liknande legering till gevärsbeslag och sporrar. Det Preussiska samfundet för näringsflitens förkofran utfäste en belöning för en legering som kunde efterlikna tolvlödigt silver, utgjorde ett lämpligt material för fabriksmässig bearbetning och utan skada för hälsan kunde nyttjas i hushållskärl. Bröderna Henniger anlade 1824 en fabrik för "hvitkoppar" eller "nysilfver" i Berlin, medan ungefär samtidigt Geitner i Schneeberg framställde en snarlik legering som han kallade argentan.
I Frankrike där benämningen nysilver inte godkändes kallades metallen i stället maillechord eller argent allemand på grund av dess tyska ursprung. I England kallades den german silver eller packfong efter dess äldre kinesiska förebilder. Även namnet tutenag eller tutanego användes om legeringar med hög zinkhalt. I Österrike framtogs en mer silverliknande legering som kallades alpacka, legeringen har även kallats lunaid. I Frankrike har namnet alfenid använts om en legering med snarlik sammansättning som alpacca.

## Sammansättning
Nysilver är med få undantag en ostandardiserad legering av ovan nämnda metaller och kan ha olika sammansättning beroende på användningsområde. Nysilver eller nickelmässing består av 54-67% koppar, 22-29% zink och 9-20% nickel.
Vid sekelskiftet 1900 tillverkades nysilver i Berlin i tre varianter av olika kvalité: en bättre av 52 % koppar, 22 % nickel och 26 % zink, en medelgod av 59 % koppar, 11 % nickel och 30 % zink samt en enklare av 63 % koppar, 6 % nickel och 31 % zink. Vid mitten av 1900-talet tillverkades i Sverige tre typer av nysilver: SM4310 med 44% Cu och 10% Ni, SM4312 med 64% Cu och 12% Ni samt SM4318 med 60% Cu och 18% Ni resten Zn. I den kinesiska packfongen har ofta hållit en halt av 40-45 % koppar, 16-33 % nickel och 21-40 % zink och därtill emellanåt 2-3 % järn eller stål. I gjutet nysilver har förekommit att man tillsatt upp till 3 % bly.

## Användning
Nysilver kan även vara ett begrepp för föremål, oftast bestick, som genom elektroplätering täckts med äkta silver på ytan men har nysilver eller mässing i själva godset. Äldre försilvringsmetoder som argent haché, Old Sheffield plate och liknande kallas aldrig nysilver.
Nysilver kan även användas till elektriska ledningsmotstånd under benämningar som nickelin eller rheotan. Genom tillsättning av volfram erhålls en för samma ändamål använd legering, platinoid.
Inom tyskt urmakeri, särskilt från staden Glashütte, har nysilver traditionellt använts till urverkens verkbottnar och bryggor.
När en del av zinken ersätts med tenn, kallas legeringen ofta nickelbrons och används då liksom arguzoid, som också innehåller en mindre mängd bly och tenn, till fysikaliska instrument, musikinstrument och liknande.